# Anne Mollinger
Anne Mollinger (Worms (Alemanya), 27 de setembre de 1985) és una atleta alemanya, especialista en la prova de 4x100 m, amb la qual ha arribat a ser medallista de bronze mundial en 2009.

## Carrera esportiva
Al Mundial de Berlín 2009 va guanyar la medalla de bronze en els relleus 4x100 m, després de les jamaicanes i bahamenyes (plata), sent les seves companyes d'equip: Marion Wagner, Cathleen Tschirch i Verena Sailer.